# Weens koffiehuis

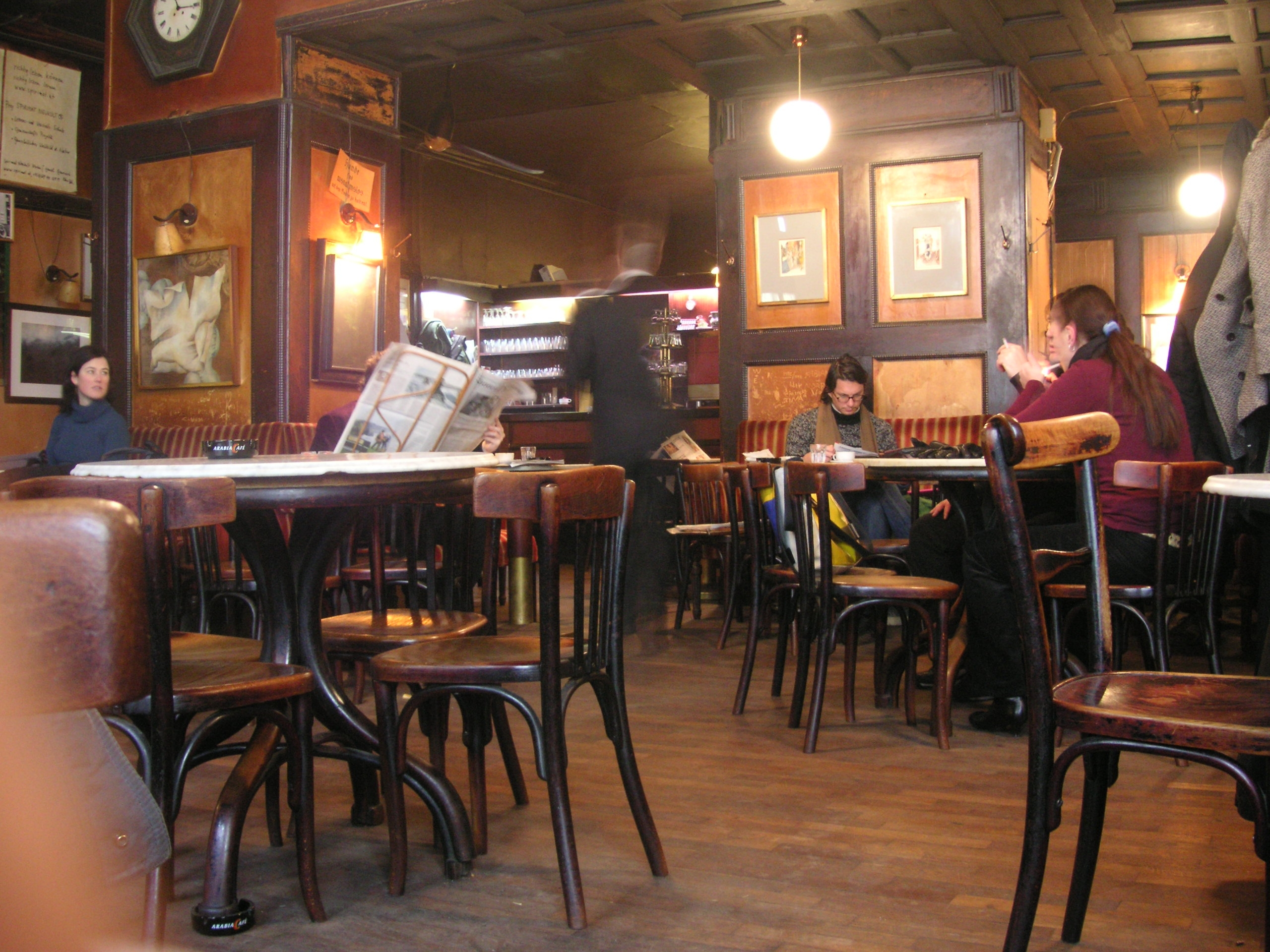
Koffiehuis Café Hawelka op een rustige donderdagochtend

Het Weense koffiehuis (Duits: Wiener Kaffeehaus, Beiers: Weana Kafeehaus) is een Weens instituut dat een belangrijke rol heeft gespeeld bij de vorming van de Weense cultuur.
Sinds oktober 2011 is de "Weense koffiehuiscultuur" opgenomen als "Immaterieel Cultureel Erfgoed" in de Oostenrijkse inventaris van het "Nationaal Agentschap voor het Immaterieel Cultureel Erfgoed", een onderdeel van UNESCO. Het Weense koffiehuis wordt in deze inventaris beschreven als een plaats "waar tijd en ruimte worden genuttigd, maar alleen de koffie op de rekening staat".

## Weense koffiehuiscultuur

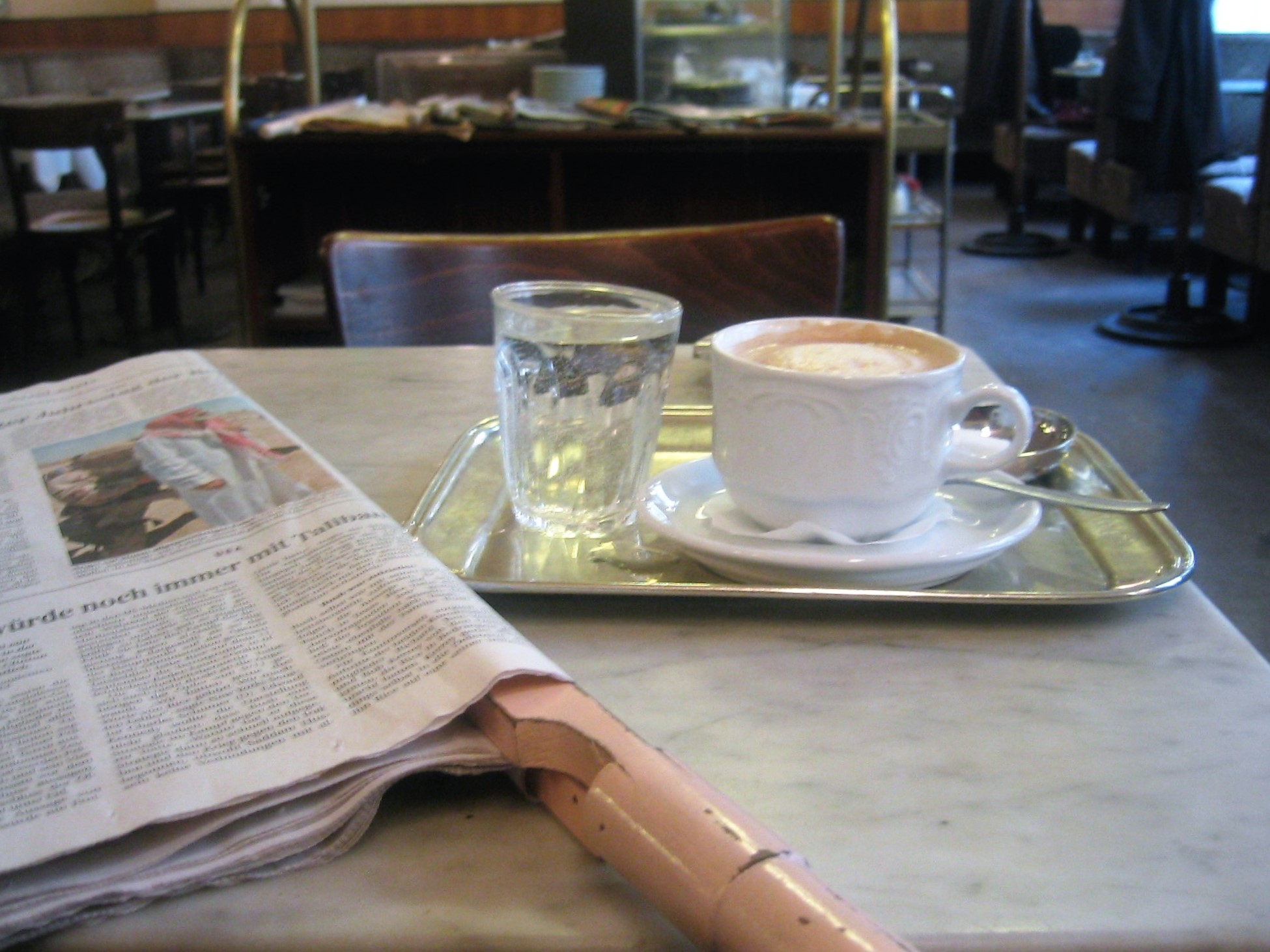
Koffiehuiscultuur: de krant, het glas water en het marmeren tafelblad

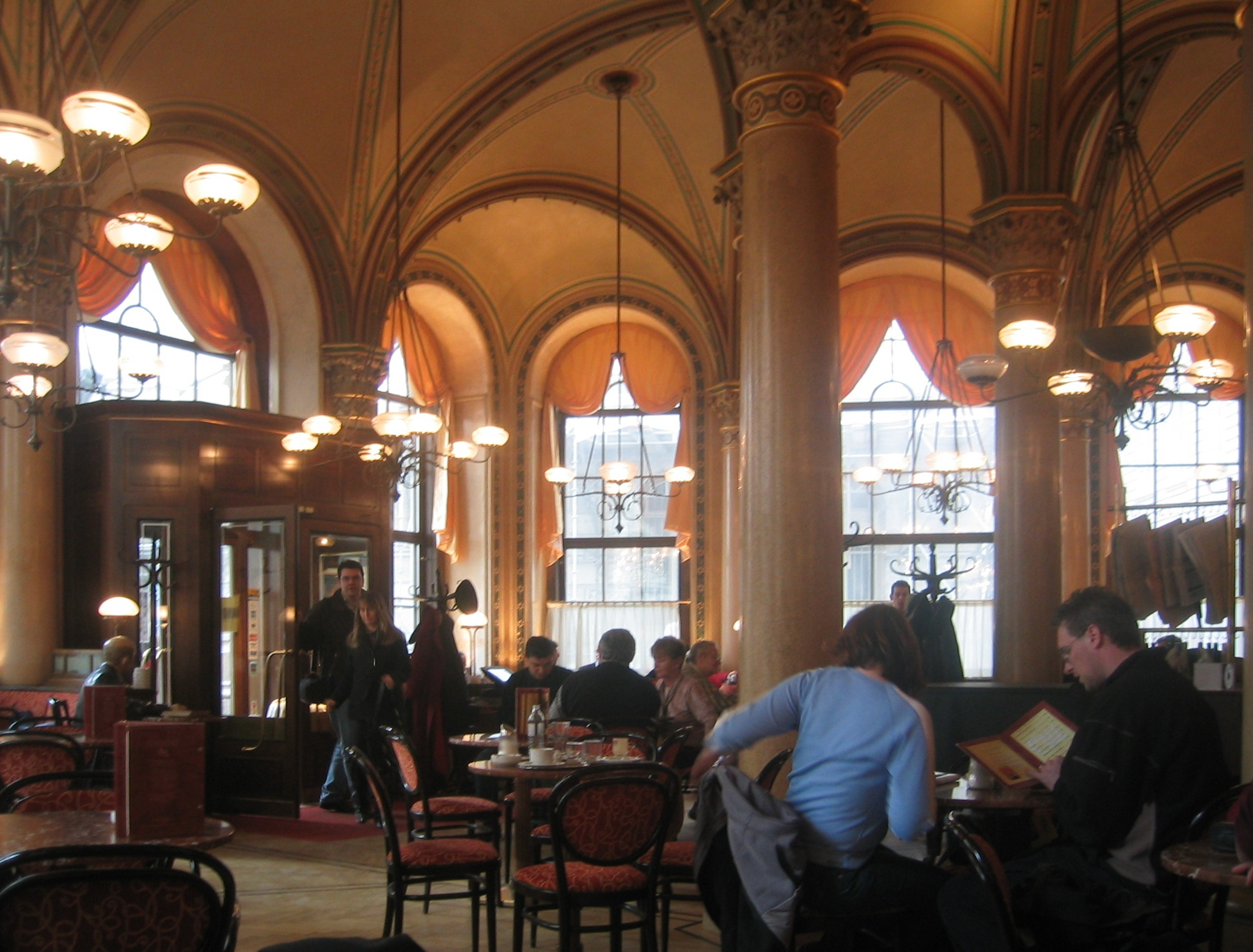
Café Central in Wenen

De sociale gebruiken, de rituelen en de elegantie creëren de zeer specifieke sfeer van een Weens Koffiehuis. Koffiehuizen bieden een grote verscheidenheid aan koffiedranken, internationale kranten en gebakcreaties. Typisch voor de Weense koffiehuizen zijn marmeren tafelbladen, Thonet-stoelen, krantentafels en interieurdetails in de stijl van het historisme. Bijna alle koffiehuizen bieden kleine gerechten aan.
In veel klassieke cafés (bijvoorbeeld Café Central en Café Prückel) wordt 's avonds muziek gespeeld en worden sociale evenementen zoals literaire lezingen gehouden. In warmere maanden kunnen klanten vaak buiten zitten op het terras (Schanigarten).
Aan het eind van de 19e en het begin van de 20e eeuw raakten vooraanstaande schrijvers van die tijd gehecht aan de sfeer van Weense koffiehuizen en ontmoetten er elkaar vaak. Ze wisselden er van gedachten uit en schreven er literatuurwerken. De literatuur die in de koffiehuizen werd geschreven, wordt gewoonlijk aangeduid als koffiehuisliteratuur en de schrijvers ervan als koffiehuisdichters. Het beroemde tijdschrift Die Fackel ("De fakkel") van Karl Kraus zou voor een groot deel in cafés zijn geschreven. Andere koffiehuisdichters zijn Arthur Schnitzler, Alfred Polgar, Friedrich Torberg en Egon Erwin Kisch. De beroemde schrijver en dichter Peter Altenberg liet zijn post bezorgen in zijn favoriete café, het Café Central.
De Oostenrijkse schrijver Stefan Zweig beschreef het Weense koffiehuis als een instelling van een bijzonder soort, "eigenlijk een soort democratische club, voor iedereen toegankelijk voor de prijs van een goedkoop kopje koffie, waar iedere gast urenlang kan zitten met dit kleine traktatie, om te praten, te schrijven, te kaarten, post te ontvangen, en vooral een onbeperkt aantal kranten en tijdschriften te doorbladeren". Zweig beschreef de kosmopolitische sfeer van Wenen met de actuele en internationale informatie die in de Weense koffiehuizen werd aangeboden.

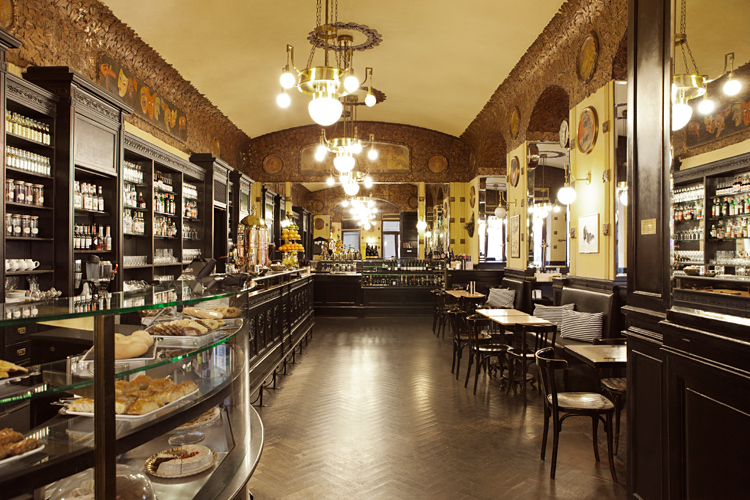
Caffè San Marco in Triëst, waar ook James Joyce zijn koffie kreeg.

De Weense koffiehuiscultuur verspreidde zich door Centraal-Europa: in Praag, Boedapest, Krakau, Triëst en Lviv en andere steden van Oostenrijk-Hongarije waren er veel koffiehuizen naar Weens model. De Weense koffiehuizen werden grotendeels hun culturele geschiedenis ontnomen door de opkomst van het nationaalsocialisme en door het communisme.
Deze bijzondere sfeer heeft zich in Wenen en op enkele andere plaatsen kunnen handhaven, met name in Triëst en Boedapest. In Triëst zijn nog voormalige Weense koffiehuizen aanwezig.

## Geschiedenis

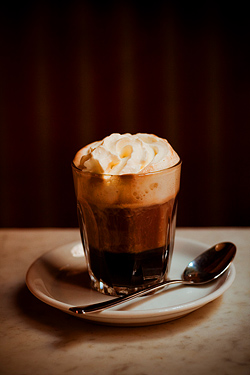
Einspänner koffie: Een Weense specialiteit. Het is een sterke zwarte koffie geserveerd in een glas met daarop slagroom. Het wordt met poedersuiker apart geserveerd.

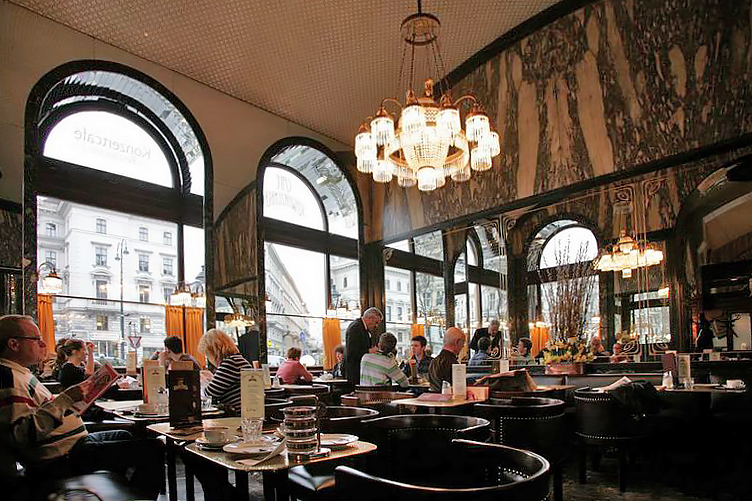
Café Schwarzenberg in Wenen

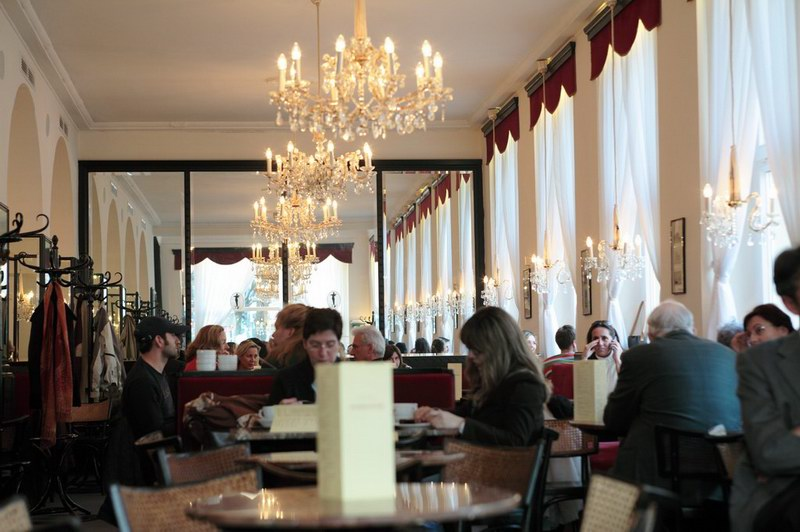
Café Dommayer in Wenen

Volgens de legende vonden soldaten van het Pools-Habsburgse leger tijdens de bevrijding van het beleg van Wenen in 1683 een aantal zakken met vreemde bonen. Zij dachten aanvankelijk dat het kameelvoer was en die zij wilden dit verbranden. De Poolse koning Jan III Sobieski schonk de zakken aan een van zijn officieren, Jerzy Franciszek Kulczycki die het eerste koffiehuis opstartte.
Dit verhaal werd in 1783 gepubliceerd door de katholieke priester Gottfried Uhlich in zijn Geschiedenis van het beleg van Wenen, die echter wel de waarheid geweld aandeed. In werkelijkheid was Kulczycki iets meer dan een jaar te laat om de eerste te zijn. Een waarheidsgetrouwer verslag is gerapporteerd door Karl Teply.
Volgende de legende begon Kulczycki met het koffiedik te filteren en met het toevoegen van suiker en melk. Zo was de Weense koffietraditie geboren. Deze prestatie wordt in veel moderne Weense koffiehuizen erkend door er een foto van Kulczycki in het raam te hangen. Een ander verhaal is dat Kulczycki, die twee jaar in Ottomaanse gevangenschap had doorgebracht, heel goed wist wat koffie eigenlijk was. Hij overtuigde zijn superieuren ertoe om hem de bonen te geven die ze als waardeloos beschouwden.
De nieuwe drank werd goed onthaald en de koffiehuizen begonnen snel op te komen. In de beginperiode hadden de verschillende dranken geen namen. De klanten kozen de mengsels uit een met kleuren gearceerde kaart.
De hoogtijdagen van het koffiehuis waren rond de eeuwwisseling van de negentiende eeuw en twintigste eeuw. Schrijvers als Peter Altenberg, Alfred Polgar, Egon Friedell, Karl Kraus, Hermann Broch en Friedrich Torberg hadden er hun favoriete werk- en ontspanningsplaats. Veel beroemde kunstenaars, wetenschappers en politici uit die tijd zoals Arthur Schnitzler, Stefan Zweig, Egon Schiele, Gustav Klimt, Adolf Loos, Theodor Herzl, Alfred Adler en Leon Trotsky waren vaste klanten van een Weens koffiehuis.
In de jaren vijftig van de twintigste eeuw brak de periode van de "koffiehuissterfte" aan. Toen moesten veel beroemde Weense koffiehuizen hun deuren sluiten. Dit was het gevolg van de opkomst van de televisie en de moderne espressobars. Er bestaan toch nog veel van deze klassieke Weense koffiehuizen en een hernieuwde belangstelling voor hun traditie en het toerisme hebben geleid tot een comeback. In Noord-Amerika zijn enkele relatief moderne Weense koffiehuizen ontstaan, zoals Julius Meinl Chicago en Kaffeehaus de Châtillon. In Jeruzalem is er een Weens koffiehuis genaamd: Café Triest, dat deel uitmaakt van het Oostenrijkse Hospice.

## Opmerkelijke koffiehuizen

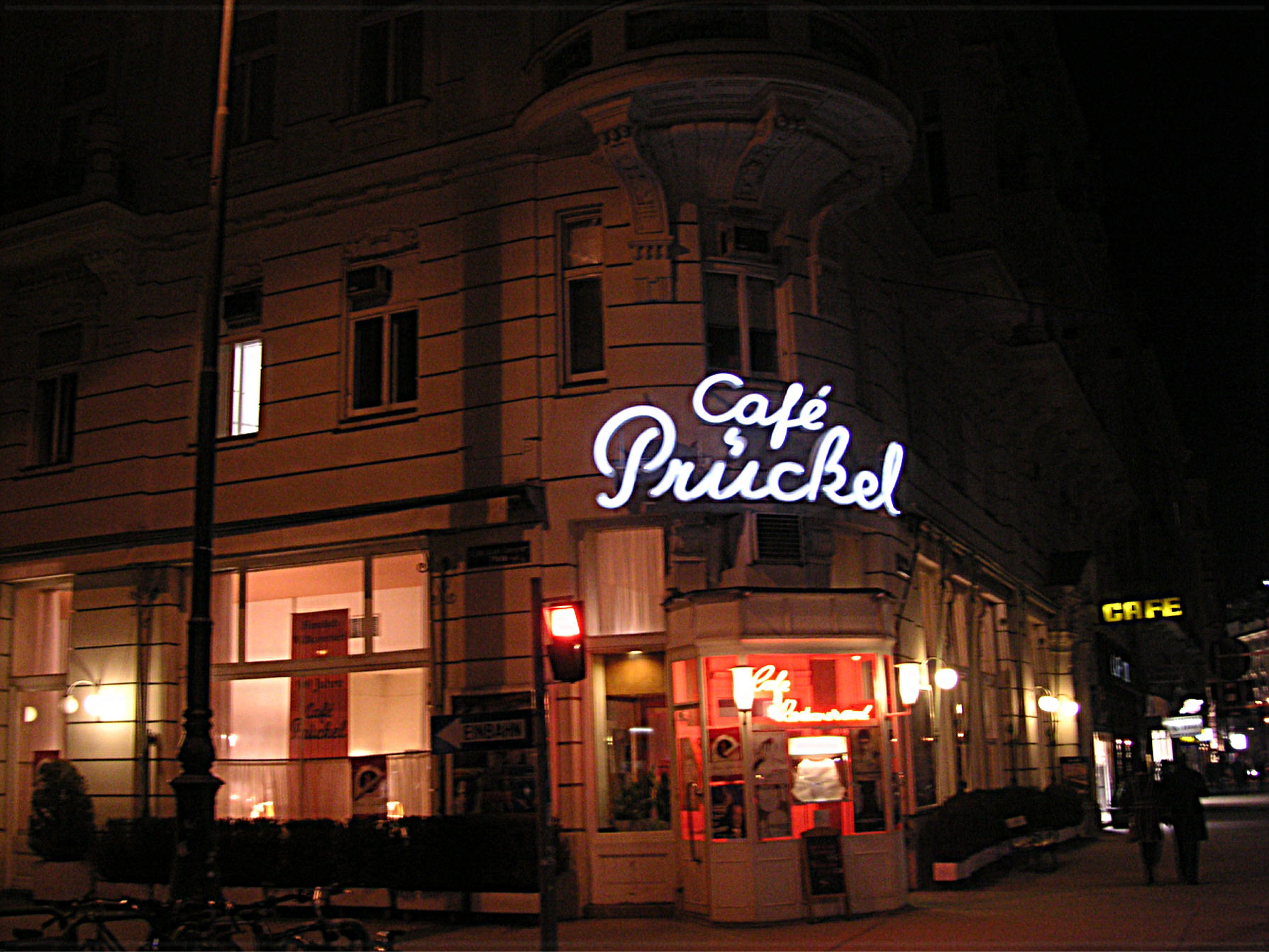
Het Café Prückel bij nacht

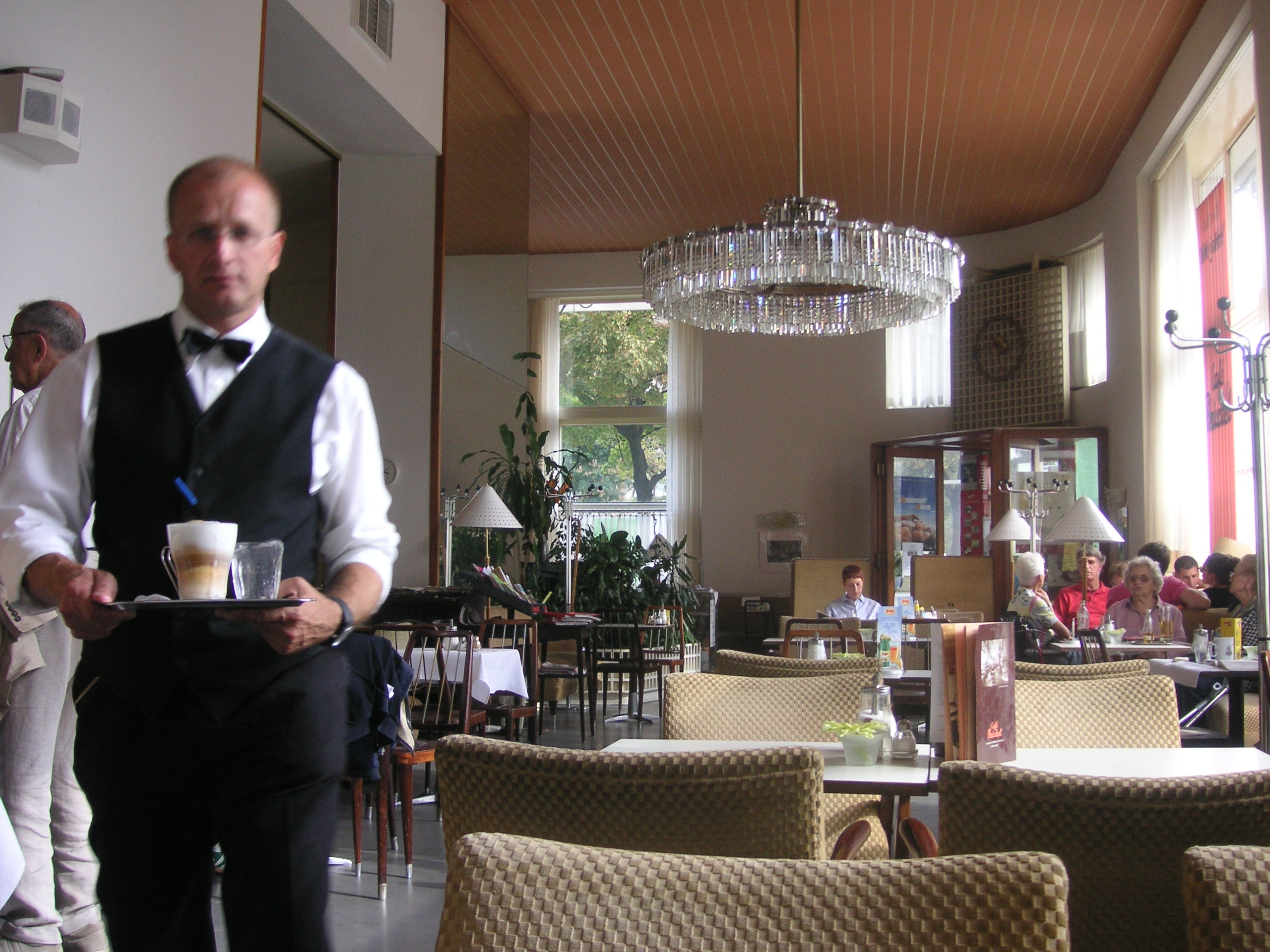
Het originele jaren 50-interieur van Café Prückel

### Wenen (Oostenrijk)
- Aida, een keten van traditionele Weense koffie- en banketbakkers met vestigingen door de hele stad; een populaire locatie is direct naast Stephansplatz.
- Café Bräunerhof, Stallburggasse 2
- Café Central, Herrengasse 14 (hoek Strauchgasse) – het favoriete café van Peter Altenberg
- Café Demel, Kohlmarkt 14
- Café Dommayer, Dommayergasse 1
- Café Griensteidl, Michaelerplatz 2 – het favoriete café van Leon Trotsky en vele schrijvers uit die tijd, (gesloten in juni 2017)
- Café Hawelka, Dorotheergasse 6
- Café Landtmann, Universitätsring 4 – het favoriete café van Sigmund Freud
- Café Museum, Operngasse 7
- Café Prückel, Stubenring 24
- Café Sacher, Philharmonikerstraße 4 (een cafégedeelte van Hotel Sacher)
- Café Savoy, Linke Wienzeile 36
- Café Schwarzenberg, Kärntner Ring 17 (bij Schwarzenbergplatz)
- Café Sperl, Gumpendorferstraße 11
- Kaffee Alt Wien, Bäckerstraße 9

### Triëst (Italië)
- Caffè Degli Specchi, Piazza Unità d'Italia 7
- Caffè San Marco, Via Cesare Battisti 18 (Antico Caffè San Marco)
- Caffè Stella Polare, Via Dante Alighieri 14 – het favoriete koffiehuis van de schrijver James Joyce
- Caffè Tergesteo, Piazza della Bora 15
- Caffè Tommaseo, Piazza Nicolò Tommaseo 4

### Boedapest (Hongarije)
- Café New York, Erzsébet körút 9–11 – het favoriete koffiehuis van de schrijver Ferenc Molnár en vele anderen uit de culturele sector door de jaren heen
- Centrál Café, Mihály utca 9 – het favoriete koffiehuis van de schrijvers Lőrinc Szabó en Frigyes Karinthy
- Művész Kávéház, Andrássy út 29 (tegenover de Opera van Boedapest)
- Auguszt, Kossuth Lajos utca 14-16 (vlak bij de Grote Synagoge van Boedapest)
- Astoria Cafe, Kossuth Lajos utca 19-21
- Café Gerbeaud, Vörösmarty tér 7
- Ruszwurm, Szentháromság utca 7
- Angelika Cafe, Batthyány tér 7

### Andere landen
- Kaffeehaus de Châtillon, 16108 Ash Way #101, Lynnwood, WA 98087, Verenigde Staten
- Café Triest, Via Dolorosa 37, Jeruzalem, Israël (onderdeel van het Oosterijkse Pelgrimshospice

)